# Laurent Viaud
Laurent Viaud és un exfutbolista professional francès, nascut a Nantes el 8 d'octubre de 1969. Ocupava la posició de migcampista.
Després de destacar a l'Angers SCO, el 1993 debuta a la Ligue 1 amb l'AS Monaco FC. A poc a poc va guanyar pes a l'onze principatí, amb qui guanya el campionat 96/97. Viaud hi participaria amb 24 partits. Al seu país també hi milita a l'Stade Rennais.
El gener de 1999 marxa a la competició espanyola per recalar al CF Extremadura, amb qui juga 19 partits i marca un gol a la màxima competició estatal. Els extremenys baixen a Segona, on Viaud és peça clau de l'equip. L'estiu del 2000 retorna al seu país per militar a l'Stade Lavallois, on roman dues campanyes.
La temporada 02/03 retorna a Espanya. Juga a l'Albacete Balompié, amb qui aconsegueix l'ascens a Primera. A la màxima categoria, Viaud passaria dues temporades, jugant 58 partits. Es retiraria el 2006, després de militar a l'equip amateur del Saumur.
Després de la seua retirada, ha seguit vinculat al món del futbol com a part de l'equip tècnic del Liverpool FC.